# Kirche Getürms

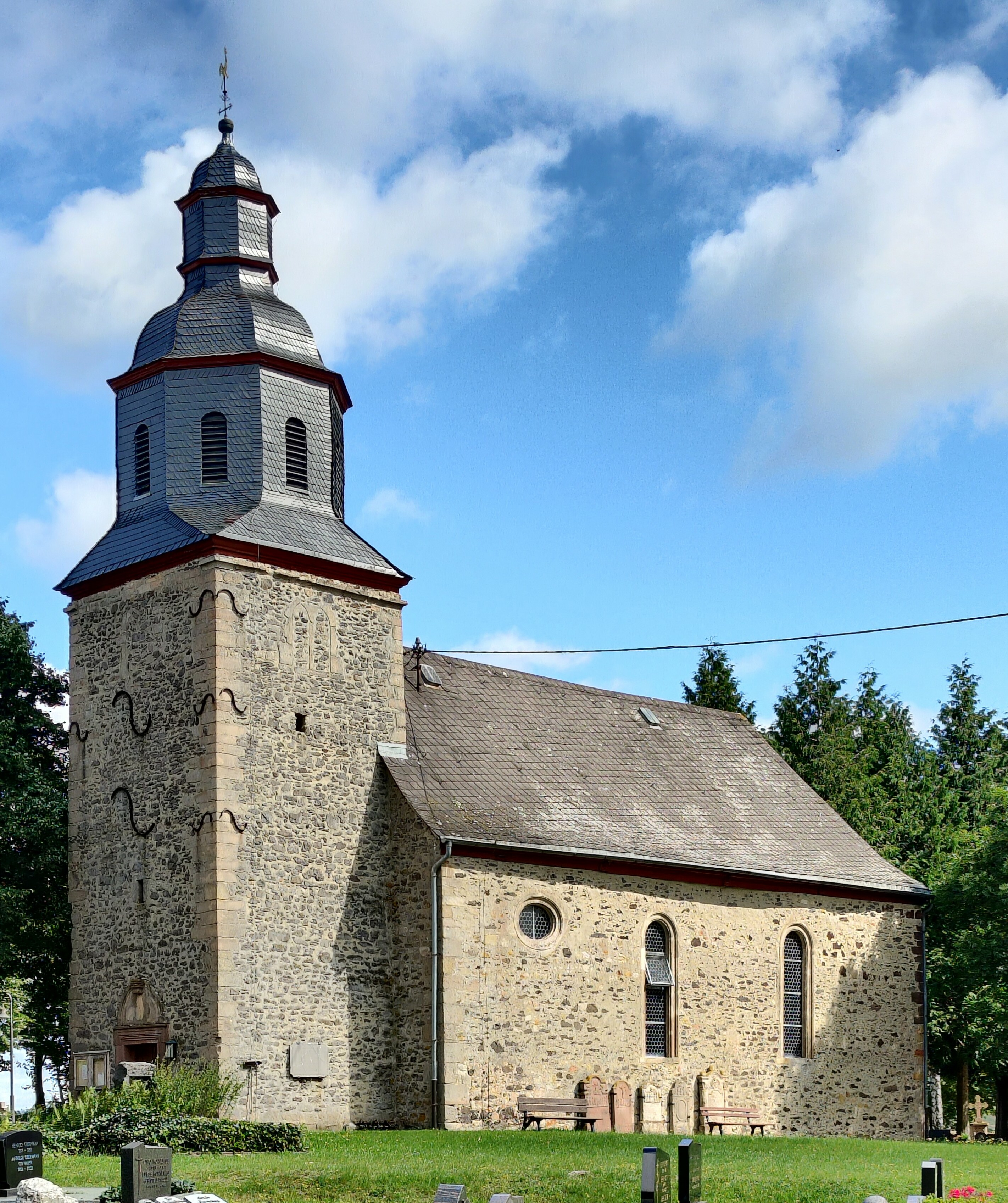
Kirche Getürms

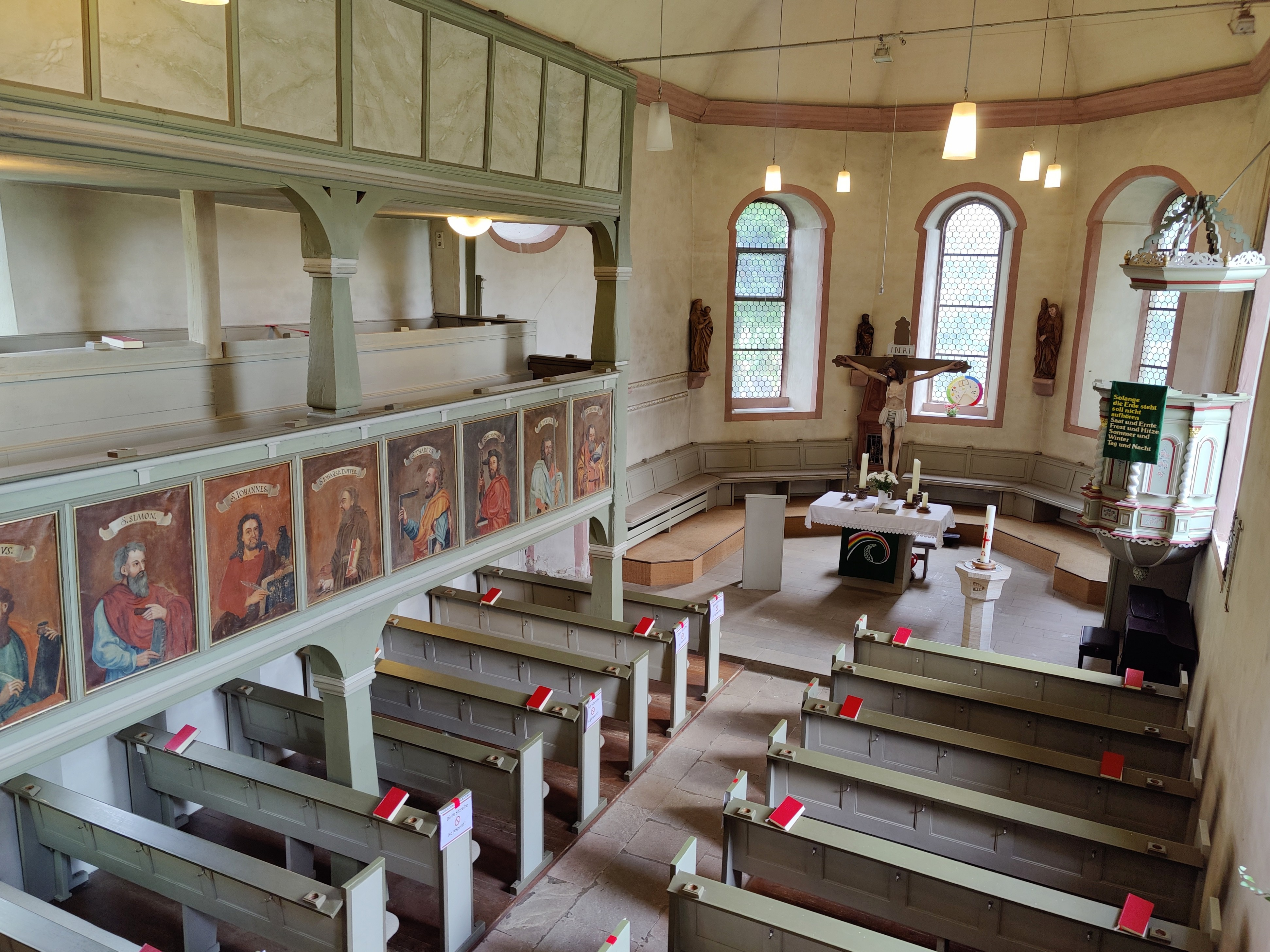
Innenraum (2021)

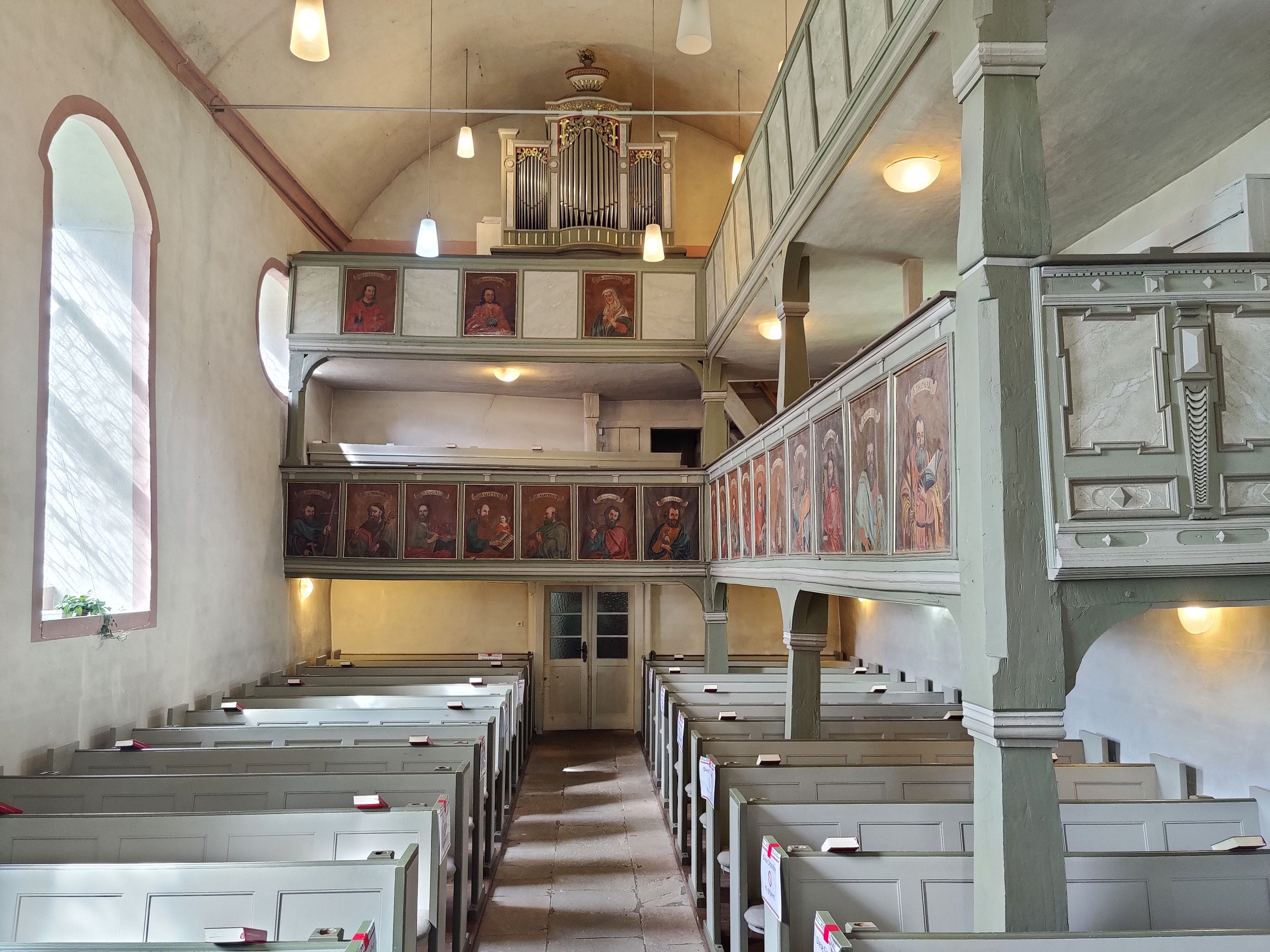
Blick zur Orgel

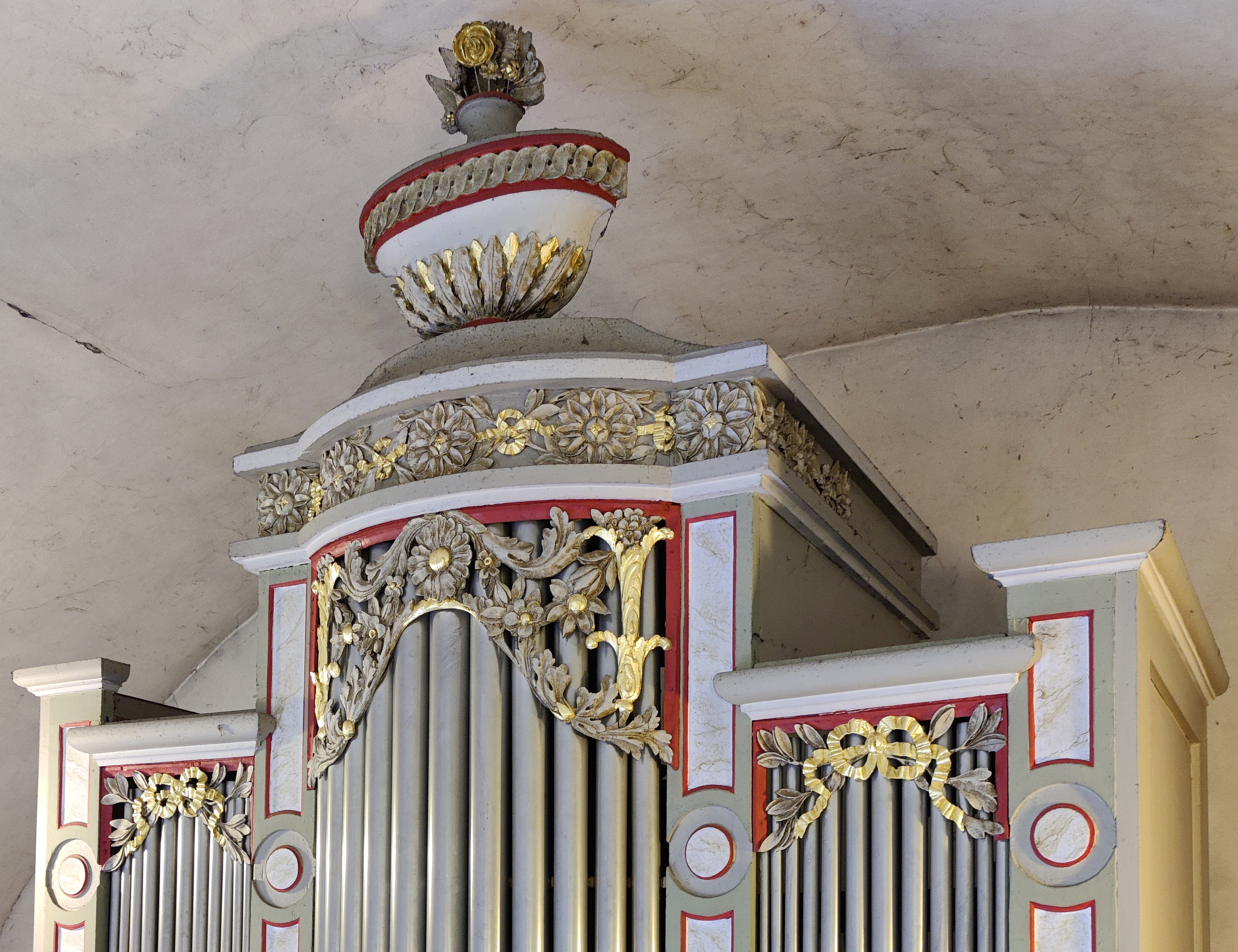
Prospektdetail

Die evangelisch-unierte Kirche Getürms (auch Gethürms) steht auf einem Hügel in einsamer Lage, umgeben von der alten Friedhofsummauerung zwischen den Stadtteilen Angenrod und Billertshausen von Alsfeld im Vogelsbergkreis von Hessen. Die Kirchengemeinde gehört zum Dekanat Vogelsberg in der Propstei Oberhessen der Evangelischen Kirche in Hessen und Nassau.

## Beschreibung
Der aus dem frühen Mittelalter stammende Vorgängerbau der heutigen Kirche wurde 1702 abgebrochen. Nur der alte Kirchturm im Westen mit vermauerten Klangarkaden aus dem 13. und 14. Jahrhundert blieb stehen. Die aus Bruchsteinen gebaute Saalkirche hat einen dreiseitig geschlossenen Chor im Osten. Sie wurde die unter der Verwendung des älteren Mauerwerks 1702/03 umgebaut. Der Rest des ursprünglichen Bogens, der Zugang in das Erdgeschoss des Turms gewährte, ist im Turmaufgang sichtbar. Der Außenbau ist abgesehen von den Ecksteinen steinsichtig verputzt. Das Kirchenschiff und der Chor haben hohe Bogenfenster. Über dem Portal und im Südwesten befinden sich Ochsenaugen mit mehrfach gestuftem Gewände.
Der durchgehend von einem verputzten hölzernen Tonnengewölbe oberhalb eines Kappgesimses überspannte Innenraum wird durch doppelgeschossige Emporen geprägt, die an der West- und Nordwand über Pfeilern mit angedeuteten Kapitellen und Knaggen aufsteigen. Die Brüstungen sind mit Aposteln und Evangelisten bemalt, im Westen, unterhalb der Orgel sind Christus und Maria dargestellt. 
Zur Kirchenausstattung gehören drei spätgotische hölzerne Plastiken, ein Kruzifix, ein Marienbildnis und der Erzengel Michael. Aus spätgotischer Zeit stammt das Sakramentshaus. Die Kanzel mit ihrem Schalldeckel  stammt vom Ende des 18. Jahrhunderts. Der steinerne Teil des Turms setzt sich in einem schiefergedeckten Aufsatz fort, dessen oberer achtseitiger Teil mit Klangarkaden versehen ist. Bedeckt ist er mit einer glockenförmigen Haube, bekrönt mit einer Laterne.

## Orgel
Die Orgel erbaute Heinrich Rohlfing 1963 unter Verwendung eines älteren Werks eines unbekannten Erbauers aus der Evangelischen Kirche Beienheim hinter den Prospekt vom Ende des 18./Anfang des 19. Jahrhunderts. Sie umfasst sechs Register auf einem Manual und Pedal. Die Trakturen sind mechanisch. Die Disposition lautet:
| I Manual C–c3 |       |
| Gedackt       | 8′    |
| Prinzipal     | 4′    |
| Holzflöte     | 4′    |
| Oktave        | 2′    |
| Mixtur III–IV | 1 ⁄3′ |

| Pedal C–c1 |     |
| Subbass    | 16′ |

- Koppeln: I/P